# 목포 구 청년회관
목포 구 청년회관(木浦 舊 靑年會館)는 대한민국 전라남도 목포시에 있는 1925년에 세워진 건물이다. 2002년 9월 13일 대한민국의 국가등록문화재 제43호로 지정되었다.

## 개요
1925년 건립된 이 건물은 일제 강점기 목포 청년들의 항일 운동 근거지였으며, ‘조선청년’이란 잡지를 발행한 역사적인 장소이다. 회관 건립을 위한 모금 운동으로 각계각층의 기금을 모아 건립된 것이기에 특별한 디자인 요소 없이 각 부분이 기능적으로 처리되었다. 일제 강점기 목포 청년들이 펼쳤던 민족 운동의 산실이며, 우리 민족 스스로의 자주성으로 건립·운영된 건물로 목포 청년 운동의 중심 역할을 했던 곳이다.